# Kaze no Stigma
Kaze no Stigma (風の聖痕, lit. Estigma do Vento) é uma light novel japonesa escrita por Takahiro Yamato e ilustrada por Hanamaru Nanto. Com a morte do autor em 20 de julho de 2009, a história permanece incompleta, com doze volumes. Uma adaptação para anime de 24 episódios dirigida por Junichi Sakata e animada por Gonzo foi ao ar de abril a setembro de 2007.

## História
Kazuma Kannagi é considerado um fracasso por sua família porque ele não podia usar Enjutsu, o poder de controlar as chamas. Quando ele é derrotado por Ayano Kannagi, um de seus parentes, num torneio para saber quem seria o possuidor de Enraiha, uma espada que simbolizava o poder da família, ele foi banido. Quatro anos depois ele retorna, agora um mestre do Fuujutsu, o poder para controlar o vento, com um novo nome: Kazuma Yagami. Cedo logo após seu retorno, ele é reunido com Ayano e seu irmão mais novo, Ren, que também tem o dom do Enjutsu. Logo, porém, membros da família Kannagi são mortos e a arma do crime é aparentemente Fuujutsu. Agora Kazuma tem que lutar contra sua família e provar que ele não é um assassino.
Kaze no Stigma enfoca no desenvolvimento de seus personagens. Existe um enredo ao longo do anime, mas é difícil enxergá-lo. Por seguinte, temos os personagens principais usando seus poderes elementares para batalhar contra demônios, ameaças para a humanidade e, de vez em quando, entre eles próprios.
Os personagens desta série não seguem aquela premissa básica de "eu tenho que ficar mais forte!" vista em certos shounens por aí. Kazuma já está em seu cume, é só que algumas lutas exigem alguma tática diferente, mas ele está quase sempre no controle. Ayano embora tenha um poder substancial, é um pouco imatura, e o que lhe falta é apenas serenidade e alguma disciplina. Ren é meio carente em idade e experiência, mas possui talento e disciplina para seguir adiante. Sendo agradável ver os personagens enfocarem mais em como eles podiam fazer as coisas, do que em aprender uma nova habilidade ou treinar eles mesmos para serem mais fortes.
Os momentos de comédia da série advêm geralmente dos acessos de raiva e frustração de Ayano perante o arrogante - e bastante insensível às vezes - Kazuma.
Kaze no Stigma é um anime de ação do princípio ao fim.
Infelizmente, Takahiro Yamato, morreu em 20 de julho de 2009, deixando a série de light novel incompleta e por consequência impossibilitando a continuação do anime.
1. ↑  «Kaze no Stigma Novelist Passes Away». Anime News Network. 19 de agosto de 2009